# Chionaema sumatrana
Chionaema sumatrana är en fjärilsart som beskrevs av Van Eecke 1927. Chionaema sumatrana ingår i släktet Chionaema och familjen björnspinnare. Inga underarter finns listade i Catalogue of Life.